# 加拿大国家方针
加拿大国家方针是一个由莊·亞歷山大·麥當勞（John Alexander Macdonald）所领导的加拿大保守党在1879年后重新执政时所提出的，内容旨在应对加拿大当时所处环境所产生的问题。这条方针曾经作为正式的官方政策。从1876年起，这条方针是基于高税收来保护加拿大的森林制造业。
didier ejacule sur marie
麦克当劳在加拿大的1878年联邦大选时推行一系列的政策改革，并且击败了支持自由贸易的加拿大自由党。
推行国家方针是有大量的动机的。麦克当劳希望靠在加拿大创造一个强有力的制造业来使得加拿大更加安全以及减少对于美国的依赖。他同时也与蒙特利尔和多伦多的商人有密切联系，并且以例如政策优惠的方式吸引他们。他们也在将保守党办公室保留到1896年中扮演着重要角色。
保护主义政策在当时并不是加拿大制造业的第一选择。他们的想法是联合成一个他们可以自由的与美国制造业竞争的“大北美市场”。尽管在加拿大形成联邦前短暂的试验了关于自由贸易的“加美互惠协定”，美国人仍然对于实行强力的保护主义以及对于加拿大物品的高征税有着极高的热情。
在这样高的征税之下，加拿大的公司是无法在美国与美国公司竞争的，不过，美国公司却可以进入加拿大。令加拿大制造商特别受到冲击的是美国制造商在加拿大市场的倾销行为，这样价格也不会像美国那样低。
这项政策是在1879年三月十四日的政府年度预算会议上提出的。并且，它使得对于重要的制造业的税收升高。与此同时，原料的征税却很低，用来帮助制造业。虽然如此，加拿大的税收却仍没有美国那样高。那时的加拿大政府十分依赖海关税收，过高的征税会使得几乎所有的美国出口商敬而远之。换言之，太高的征税会使得加拿大的财政收入遭到重创。
这项政策很快成为了加拿大政府施政的主要方面。并且，它在加拿大保守党执政到1896年中扮演了一个重要角色。在1896年时威尔弗里德·劳雷尔 （Wilfrid Laurier）和加拿大自由党的政策纲领保证将保留国家政策的地位。在当时，仍然有许多自由党的党员支持自由贸易，不过国家方针在魁北克和安大略极受欢迎。当自由党提出要将自由贸易作为执政纲领之一的时候，他们在1911年的加拿大联邦大选时失败了。
当国家方针在中部加拿大很受欢迎时，它却在西部加拿大极不得人心。方针强迫加拿大的农民购买加拿大的但却昂贵的农业设备。但是，他们需要和其他国家的农民在国际的谷物市场竞争。出于对国家方针的反对，在1920年，加拿大进步党迅速崛起。这个政党的纲领就是一个取名为新国家方针的政策，与之前不同的是，它提倡自由贸易。
在威廉·莱昂·麦肯齐·金（William Lyon Mackenzie King）和路易斯·斯蒂芬·圣劳伦特（Louis Stephen St. Laurent）领导的自由党的执政下，国家方针的废除是缓慢的。与此同时，美国却在降低自己的征税。经济的融合在第二次世界大战中如波涛般汹涌前进。在1950年时美国和加拿大的汽车制造业完全结合到一起。完全的自由贸易在1988年马丁·布赖恩·马尔罗尼（Martin Brian Mulroney）领导的加拿大进步保守党签署加美自由贸易协定之前并没有实现。 
对于国家政策的评价贬褒不一。从大体上讲，一些关于经济的争论使得物价飞涨，并且轻微地降低了加拿大的生活标准。在没有合并进更大，更有效的美国经济体下，加拿大存在着许多拥有垄断权的公司以及许多小型的不经济的公司。对于商业的总体的冲击影响并不大，因为国家方针支持扮演相对较小角色的小型制造业，但与农业，渔业，运输业，采矿业，伐木业，服务业相比还不算被国家方针装扮的过分的。历史学家更倾向于看到国家方针的积极面，将它看作是建立一个独立于美国之外的联邦国家必经之路 。他们同时也将国家方针看作是一项增加加拿大人口以及促进城市发展的方针。
在国家方针提出后的这些时间里，加拿大经历了其他国家都经过的经济繁荣，像其他国家一样加拿大也建立了一个良好的制造业基础以及一个大体与保守党和经济独立的支持者所认同的国家发展方向。